# Thanos (Marvel Cinematic Universe)
Thanos è un personaggio principalmente interpretato da Josh Brolin nel media franchise del Marvel Cinematic Universe (MCU), basato sull'omonimo personaggio di Marvel Comics. È raffigurato come un signore della guerra alieno del condannato pianeta Titano con un'agenda che prevede di spazzare via metà di tutta la vita dell'universo per stabilizzare la sovrappopolazione e prevenire quella che vede come l'inevitabile estinzione della vita.
Thanos è una figura chiave nei 23 film che costituiscono la Saga dell'infinito del MCU, apparendo in cinque di questi film, tra i più rilevanti Avengers: Infinity War (2018) e Avengers: Endgame (2019). Diverse versioni di Thanos provenienti da realtà alternative nel multiverso del MCU sono inoltre apparse in Endgame, la serie animata What If...? (2021–in corso) su Disney+, e il film della Fase Quattro Doctor Strange nel Multiverso della Follia (2022).
L'aspetto di Thanos è cambiato drasticamente nel corso delle sue apparizioni, poiché i progressi nella CGI e nella tecnologia di motion capture hanno consentito una migliore cattura dei tratti del viso di Brolin. Una nuova applicazione di acquisizione facciale chiamata Masquerade è stata creata per Infinity War ed Endgame utilizzando l'apprendimento automatico. Il personaggio è stato ben accolto sia dalla critica che dal pubblico e con Brolin che ha vinto numerosi premi per la sua interpretazione. Thanos è spesso considerato uno dei migliori cattivi del MCU, nonché uno dei più grandi cattivi cinematografici di tutti i tempi. Dopo la sua apparizione in Infinity War, è diventato una figura chiave nella cultura popolare e nei meme.

## Biografia del personaggio
La storia di Thanos nel MCU si svolge nella Terra-616. La biografia del personaggio seguente include eventi che sono accaduti a Thanos da più di una linea temporale della Terra-616, così come eventi che gli sono accaduti in altri universi.

### Primi anni
Thanos è nato circa 1000 anni fa sul pianeta Titano da A'Lars, insieme a suo fratello Eros. Thanos ritiene che la crescita della popolazione di Titano sia insostenibile, proponendo quindi di uccidere arbitrariamente metà della popolazione del pianeta. Tuttavia, il suo popolo rifiuta l'idea e Thanos viene successivamente ostracizzato. Nel corso del tempo, la previsione di Thanos si è avverata; lui ed Eros sono gli unici membri sopravvissuti di Titano.

### Bilanciando l'universo
Thanos, spinto dalla sua convinzione che l'universo vada bilanciato eliminando metà della sua popolazione, si imbarca in conquiste che coinvolgono l'uccisione di metà delle popolazioni dei pianeti, diventando temuto e potente mentre assume il controllo di vari eserciti. Forgia alleanze con l'Altro e Ronan l'accusatore, e adotta bambini orfani dai pianeti che invade, tra cui Gamora e Nebula, considerando la prima la sua preferita. Alla fine, decide di ottenere le Gemme dell'infinito dopo aver capito che poteva usarle per spazzare via metà della vita nell'universo. Ottiene la Gemma della mente e la mette in uno scettro.
Nel 2012, Thanos ordina all'Altro di formare un'alleanza con Loki. Thanos dota Loki dello scettro e di un esercito di Chitauri per ottenere la Gemma dello spazio all'interno del Tesseract conquistando la Terra. Dopo la sconfitta di Loki da parte degli Avengers e la perdita della Gemma della mente, l'Altro riporta l'attacco fallito a Thanos. Nel 2014, Thanos individua la Gemma del potere e invia Ronan, Gamora e Nebula a recuperarla. Tuttavia, lo tradiscono: Gamora si unisce ai Guardiani della Galassia, Ronan ottiene la Gemma del potere e decide di uccidere Thanos dopo aver distrutto Xandar, mentre Nebula si allea con Ronan. I Guardiani della Galassia sconfiggono Ronan e lasciano la Gemma del potere con il Nova Corps. Nel 2015, Thanos arriva su Nidavellir e costringe i Nani nativi a forgiare il Guanto dell'infinito per contenere tutte e sei le Gemme, progettando di raccoglierle lui stesso.

### Il Blip e la morte
Nel 2018, Thanos e i suoi figli decimano Xandar per recuperare la Gemma del potere. Poco dopo, intercettano una nave che trasportava rifugiati asgardiani dopo la distruzione del loro mondo. Thanos ne uccide la metà e neutralizza Thor. Loki tenta di scambiare il Tesseract per salvare Thor, ma tradisce Thanos e viene ucciso. Thanos poi sconfigge Hulk dopo essere stato attaccato da lui e ottiene la Gemma dello spazio dal Tesseract. Ordina ai suoi figli di recuperare la Gemma della mente e la Gemma del tempo dalla Terra prima di tornare su Titano.
Thanos viaggia a Knowhere e ottiene la Gemma della realtà da Taneleer Tivan. I Guardiani della Galassia arrivano per fermarlo, ma Thanos usa la Gemma per sconfiggerli e cattura Gamora. Costringendola a rivelare la posizione della Gemma dell'anima, si recano a Vormir: qui il custode della Gemma dell'anima, Teschio Rosso, li informa che la gemma richiede il sacrificio di una persona amata. Non senza difficoltà, Thanos sacrifica Gamora e ottiene così la gemma.
Arrivato su Titano, Thanos incontra Stephen Strange e scopre che il suo fedele alleato Fauce d'Ebano è morto. Imboscato da Tony Stark, Peter Parker e dai Guardiani, inizia a combatterli. Thanos viene velocemente neutralizzato, mentre il gruppo tenta di rimuovergli il Guanto. Tuttavia, quando Peter Quill scopre che Thanos ha ucciso Gamora, inizia ad attaccarlo, facendolo uscire dallo stato di trance in cui era riuscita a ridurlo Mantis. Ripreso possesso delle gemme, Thanos sconfigge i Guardiani e si prepara a uccidere Stark; Strange gli chiede di risparmiarlo offrendogli la Gemma del tempo.
Tre dei figli di Thanos pianificano un'invasione del Wakanda per recuperare la Gemma della mente da Visione, un androide alimentato dalla Gemma, ma falliscono e vengono uccisi dagli Avengers. Thanos si teletrasporta così in Wakanda e incontra la resistenza degli Avengers e dei loro alleati. Mentre si dirige verso Visione, Wanda Maximoff uccide quest'ultimo per distruggere la gemma e sottrarla così a Thanos. Tuttavia, questi usa la Gemma del tempo per annullare la sua morte e ottenere la Gemma, uccidendo Visione. Thanos è così in possesso di tutte e sei le Gemme. Nonostante subisca un attacco da Thor, Thanos riesce a schioccare le dita, adempiendo al suo scopo di decimare metà della vita nell'universo.
(Thanos a Thor prima di schioccare le dita)
Completata la sua missione, Thanos si teletrasporta per riposarsi nel Giardino, un pianeta disabitato ma ricco di vegetazione. Ventitré giorni dopo, a Thanos viene tesa un'imboscata dai membri sopravvissuti degli Avengers e dei Guardiani, insieme a Carol Danvers. Essi cercano di invertire le sue azioni ma apprendono rapidamente che ha distrutto le Gemme dopo lo schiocco. Non potendo più riportare in vita gli altri, Thor lo uccide decapitandolo.

### Eredità nella Terra-616
Le azioni di Thanos hanno un impatto universale, con gli Avengers sopravvissuti che lavorano per mitigare i danni fino a disfare il Blip cinque anni dopo nel 2023. Maximoff è traumatizzata dalla morte di Visione, che la porta ad un crollo mentale e alla creazione di una falsa realtà.
Ajak, leader degli Eterni, informa Ikaris che il Blip ha ritardato un evento apocalittico chiamato Emersione, salvando molti pianeti dalla distruzione. Tuttavia, quando gli Avengers hanno invertito il Blip, l'Emersione è continuata. Ajak sente che la Terra dovrebbe essere salvata e recluta gli Eterni per fermare l'Emersione, riuscendo nell'intento.
Anche l’improvviso ritorno della popolazione ha un impatto, con il Global Repatriation Council (GRC) che lavora per reintegrare la popolazione dei blippati. Ciò portò a conflitti socioeconomici, con entità come i Flag Smashers che credevano che le idee di Thanos fossero corrette. Sentendo che la vita era migliore durante il Blip, usano il terrorismo contro il GRC poiché ritengono che esso favorisca le vittime del Blip più dei sopravvissuti. Inoltre, la frase "Thanos aveva ragione" è osservata nella cultura popolare umana, venendo impressa nei graffiti e nel merchandise a scopo di lucro.

### Battaglia all'Avengers Compound
Nel 2023, i membri sopravvissuti al Blip progettano di utilizzare il regno quantico per viaggiare nel tempo e recuperare le Gemme. Il Thanos del 2014 viene a conoscenza del Blip dopo che gli impianti cibernetici della Nebula del 2014 si collegano a quella del 2023, rivelando i ricordi di quest'ultima. Thanos fa in modo che la Nebula del 2014 impersoni il suo sé futuro e viaggi fino al 2023 in modo da poter utilizzare il regno quantico per trasportare lì Thanos e il suo esercito. Gli Avengers riescono a recuperare le Gemme, così Stark crea un Nano Gauntlet per trattenerle in modo da schioccare di nuovo le dita per annullare il Blip, cosa che fa Bruce Banner.
Tuttavia, il Thanos del 2014 arriva all'interno della sua nave da guerra e distrugge l'Avengers Compound. Mentre il suo esercito cerca le Gemme, Thanos  ingaggia una lotta con Stark, Steve Rogers e Thor, durante la quale decide di distruggere tutta la vita e ripopolarla in modo che essa sia grata nei suoi confronti. Thanos sconfigge Stark e Thor, lasciando solo Rogers. Richiama i suoi eserciti, ma gli alleati tornati in vita degli Avengers arrivano e ingaggiano Thanos e il suo esercito in una battaglia finale. Dopo una lotta, Thanos ottiene il Nano Gauntlet di Stark, ma quest'ultimo lo distrae per brandire lui stesso le Gemme. Stark quindi schiocca le dita, provocando il Blip di Thanos e del suo esercito, che lo uccide.

## Versioni alternative
Diverse versioni di Thanos sono raffigurate in realtà alternative del multiverso del MCU.

### Ingresso nei Ravagers
In una realtà alternativa, T'Challa / Star-Lord convince Thanos a unirsi ai Ravagers convincendolo che ci sono altri modi per preservare le risorse. Thanos partecipa alla loro missione contro il Collezionista nel 2008 dove combatte contro le forze di Tivan, ora il re del sottobosco intergalattico. Thanos fa difficoltà nella lotta, ma Nebula lo aiuta e insieme sconfiggono le sue forze.

### Altri universi
In un 2018 alternativo, Thanos giunge sulla Terra in Wakanda con un Guanto dell'infinito quasi completo, ma viene infettato da un virus quantico che lo trasforma in uno zombi. In un altro universo alternativo, Thanos arriva sulla Terra per recuperare la Gemma della mente dopo aver raccolto le altre Gemme dell'infinito, ma viene rapidamente ucciso da Ultron.
In un universo in cui Ultron ha ottenuto il potere assoluto distruggendo ogni forma di vita sulla Terra, all'arrivo di Thanos sul pianeta lo uccide rapidamente e gli sequestra le Gemme dell'Infinito, con cui stermina la popolazione universale. In una realtà alternativa, Thanos viene ucciso da Gamora che ne rivendica la sua posizione di signore della guerra, oltre che la sua armatura e lama. Thanos aveva mandato Gamora contro Tony Stark dopo la battaglia di New York, ma Stark convinse Gamora a rivoltarsi a suo padre e l'aiutò a ucciderlo. Su Terra-838, Thanos viene ucciso su Titano dagli Illuminati, che usano il Libro dei Vishanti per impalarlo con la sua stessa spada a doppia faccia.
In un altro universo alternativo, Thanos viene ucciso con Gamora da Ronan l'accusatore e Nebula fugge dalla sua ombra e si unisce al Nova Corps. In un altro universo alternativo, mentre Thanos si avvicina a una giovane Gamora, Hela arriva con gli eserciti di Asgard e dei Dieci Anelli per fermarlo. In un 2018 alternativo, Thanos ha intrapreso la sua ricerca per ottenere le Gemme dell'infinito. Quando arrivò nel Wakanda, fu affrontato da Steve Rogers e coinvolto in uno scontro. Tuttavia, Rogers colpì il suo scudo contro la Gemma del Tempo, che lo trasportò altrove. Una versione alternativa di Thanos fu imprigionata dal Dottor Strange Supremo per essere sacrificata alla sua Fucina. Rilasciato da Captain Carter, Thanos attaccò lei e Kahhori, venendo però subito disintegrato da Infinity Killmonger con il suo set di Gemme dell'infinito.